# Deense parlementsverkiezingen 2022
De parlementsverkiezingen in het Koninkrijk Denemarken van 2022 werden gehouden op 1 november 2022. Omdat die dag op de Faeröer een herdenkingsdag was, vonden de verkiezingen daar al op 31 oktober plaats. Het ging om vervroegde verkiezingen nadat de minderheidsregering van Mette Frederiksen de steun was kwijtgeraakt van Radikale Venstre.
Bij de verkiezingen werd voor een periode van vier jaar een nieuw Folketing gekozen, dat 179 zetels telt. Van de 179 zetels zijn er twee gereserveerd voor volksvertegenwoordigers uit de Faeröer. Ook Groenland is met twee zetels vertegenwoordigd.
Ten opzichte van de vorige verkiezingen waren er een aantal nieuwe partijen die genoeg steun hadden verworven om aan deze verkiezingen te mogen deelnemen. Dit betroffen de rechtse partij Danmarksdemokraterne (gesticht door oud-minister Inger Støjberg), de groene partij Frie Grønne (een afsplitsing van Alternativet) en de liberale partij Moderaterne (gesticht door oud minister-president Lars Løkke Rasmussen). Om als nieuwe partij te kunnen deelnemen moet een partij beschikken over voldoende steunbetuigingen, hetgeen is vastgesteld op 1/175 van het aantal geldig uitgebrachte stemmen bij de laatste verkiezingen.
De sociaaldemocraten onder leiding van Mette Frederiksen bleven met overmacht de grootste partij. Zij had voor de verkiezingen aangegeven een nieuw kabinet te willen vormen met een bredere steun dan alleen het rode blok. Op 15 december 2022 trad een nieuwe regering aan (het kabinet-Frederiksen II), bestaande uit de sociaaldemocraten en de liberale partijen Venstre en Moderaterne.

## Uitslagen[1]
| Denemarken                                                         |                                |           |            |        |          |
| Partijen (Lettersymbool) (Nederlandse vertaling)                   | Partijleiders                  | Stemmen   | Percentage | Zetels | Verschil |
| Rode blok                                                          |                                |           |            |        |          |
| Socialdemokraterne (A) (Sociaaldemocraten)                         | Mette Frederiksen              | 971.995   | 27,50%     | 50     | 2        |
| Socialistisk Folkeparti (F) (Socialistische Volkspartij)           | Pia Olsen Dyhr                 | 293.186   | 8,30%      | 15     | 1        |
| Enhedslisten – De Rød-Grønne (Ø) (Eenheidslijst - De Rood-Groenen) | Collectief leiderschap         | 181.452   | 5,13%      | 9      | 4        |
| Radikale Venstre (B) (Sociaal-liberale partij)                     | Sofie Carsten Nielsen          | 133.931   | 3,79%      | 7      | 9        |
| Alternativet (Å) (Het Alternatief - Groene partij)                 | Franciska Rosenkilde           | 117.567   | 3,33%      | 6      | 1        |
| Blauwe blok                                                        |                                |           |            |        |          |
| Venstre (V) (Liberale Partij)                                      | Jakob Ellemann-Jensen          | 470.546   | 13,32%     | 23     | 20       |
| Danmarksdemokraterne (Æ) (Deense Democraten)                       | Inger Støjberg                 | 286.796   | 8,12%      | 14     | Nieuw    |
| Liberal Alliance (I) (Liberale Alliantie)                          | Alex Vanopslagh                | 278.656   | 7,89%      | 14     | 10       |
| Det Konservative Folkeparti (C) (De Conservatieve Volkspartij)     | Søren Pape Poulsen             | 194.820   | 5,51%      | 10     | 2        |
| Dansk Folkeparti (O) (Deense Volkspartij)                          | Morten Messerschmidt           | 93.428    | 2,64%      | 5      | 11       |
| Nye Borgerlige (D) (Nieuw Rechts)                                  | Pernille Vermund               | 129.524   | 3,67%      | 6      | 2        |
| Kristendemokraterne (K) (Christendemocraten)                       | Marianne Karlsmose             | 18.276    | 0,52       | 0      | 0        |
| Overig                                                             |                                |           |            |        |          |
| Moderaterne (M)                                                    | Lars Løkke Rasmussen           | 327.699   | 9,27%      | 16     | Nieuw    |
| Frie Grønne (Q)                                                    | Sikander Siddique              | 31.787    | 0,90%      | 0      | Nieuw    |
| overige                                                            | overige                        | 4.241     | -          | -      | -        |
|                                                                    |                                |           |            |        |          |
| Totaal                                                             | Totaal                         | 3.533.951 | 100%       | 175    |          |
| Geregistreerde kiezers/opkomst                                     | Geregistreerde kiezers/opkomst | 4.269.048 | 84,16%     | -      |          |
| Faeröer                                                            |                                |           |            |        |          |
| Sambandsflokkurin (Uniepartij)                                     | Bárður á Steig Nielsen         |           | 30,2%      | 1      |          |
| Javnaðarflokkurin (Sociaaldemocratische Partij)                    | Aksel Johannesen               |           | 28,1%      | 1      |          |
| Hin føroyski fólkaflokkurin (Faeröer Volkspartij)                  | Jørgen Niclasen                |           | 15,5%      | 0      |          |
| Tjóðveldi (Republiek)                                              | Høgni Hoydal                   |           | 18,1%      | 0      |          |
| Framsókn (Vooruitgang)                                             | Poul Michelsen                 |           | 3,4%       | 0      |          |
| Miðflokkurin (Middenpartij)                                        | Jenis av Rana                  |           | 4,5%       | 0      |          |
| blanco/ongeldig                                                    | blanco/ongeldig                | 244       | -          | -      | -        |
|                                                                    |                                |           |            |        |          |
| Totaal                                                             | Totaal                         |           | 100%       | 2      |          |
| Geregistreerde kiezers/opkomst                                     | Geregistreerde kiezers/opkomst |           | 70,3%      | -      |          |
| Groenland                                                          |                                |           |            |        |          |
| Inuit Ataqatigiit (Inuitgemeenschap)                               | Múte Bourup Egede              |           | 24,6%      | 1      |          |
| Siumut (Voorwaarts)                                                | Kim Kielsen                    |           | 37,6%      | 1      |          |
| Demokraatit (Democraten)                                           | Randi V. Evaldsen              |           | 18,5%      | 0      | 0        |
| Partii Naleraq                                                     | Pele Broberg                   |           | 12,2%      | 0      | 0        |
| Atassut (Solidariteit)                                             | Aqqalu Jeremiassen             |           | 3,6%       | 0      |          |
| blanco/ongeldig                                                    | blanco/ongeldig                |           | -          | -      | -        |
|                                                                    |                                |           |            |        |          |
| Totaal                                                             | Totaal                         |           | 100%       | 2      |          |
| Geregistreerde kiezers/opkomst                                     | Geregistreerde kiezers/opkomst |           |            | -      |          |

1849 · 1852 · 1853 (I) · 1853 (II) · 1854 · 1855 · 1858 · 1861 · 1864 · 1866 (jun) · 1866 (okt) · 1869 · 1872 · 1873 · 1876 · 1879 · 1881 (I) · 1881 (II) · 1884 · 1887 · 1890 · 1892 · 1895 · 1898 · 1901 · 1903 · 1906 · 1909 · 1910 · 1913 · 1915 · 1918 · 1920 (I) · 1920 (II) · 1920 (III) · 1924 · 1926 · 1929 · 1932 · 1935 · 1939 · 1943 · 1945 · 1947 · 1950 · 1953 (I) · 1953 (II) · 1957 · 1960 · 1964 · 1966 · 1968 · 1971 · 1973 · 1975 · 1977 · 1979 · 1981 · 1984 · 1987 · 1988 · 1990 · 1994 · 1998 · 2001 · 2005 · 2007 · 2011 · 2015 · 2019 · 2022